# Air Bretagne Service
Air Bretagne Service (code OACI : ABH), était une ancienne compagnie aérienne française basée sur l'Aéroport de Rennes effectuant du transport à la demande.

## Histoire
Air Bretagne Service, sous l'acronyme A.B.S. a été créé en octobre 1986 par l'industriel Joseph Jeuland, dirigeant de la Société de Travaux Agricoles Jeuland Père et Fils, société créée en 1977 dont le siège se trouvait sur la commune de Bais près de Vitré entre Rennes et Laval.
Il était accompagné de Mr Antoine David, industriel de la région notamment dans la fabrique de jouets à Martigné-Ferchaud. C'était d'ailleurs Antoine David qui a déposé le logotype et les marques de la compagnie à l'Institut National de la Propriété Industrielle (I.N.P.I.) de Rennes le 5 mars 1987 (n° BOPI 1987-32).
La compagnie était basée opérationnellement sur l'aéroport de Rennes et avait son siège social qui se situait sur la commune de Bais.
Air Bretagne Service n'avait obtenu qu'un arrêté portant octroi d'autorisation et d'agrément de transports aériens pour 20 passagers maximum sur des avions dont la masse maximale au décollage était inférieur à 15 tonnes.
Elle n'avait proposé que des vols d'affaires et fréquentait tous les aéroports de Bretagne comme celui de Quimper qui voyait souvent l'avion de la compagnie près de ceux appartenant aux industriels locaux (Doux, Bolloré ou de la société Française Maritime de Concarneau...).
Cette compagnie a eu un nom similaire à de nombreuses compagnies aériennes Bretonnes comme Air Centre Bretagne (1993-1996) devenue Air Bretagne Centrale (1996-1997) puis Air Bretagne (1997-2001), Trans Air Bretagne (1973-1994) ou Bretagne Air Services (1976-1981).
En 1990, la compagnie disposait de deux Beechcraft 100.
La compagnie cessait en 1991 mais Joseph Jeuland créait alors en 1992 la compagnie aérienne Diwan basée sur l'aéroport de Rennes mais dont la base opérationnelle était l'aéroport de Lorient.
En choisissant Lorient, il basait des avions de type Gulfstream G-159 de 19 places ou 24 places qu'il louait à Air Provence International pour effectuer notamment les vols de relève en Ecosse ou Afrique des marins-pêcheurs de l'armement Jégo-Quéré alors premier armement français de pêche (290 marins et 18 bateaux en 1993). Il voulait également vendre les sièges libres lors de ses vols de relève vers Inverness au grand public exactement comme veut le faire en 2024, la société d'aviation Lorizon Aircraft toujours au départ de Lorient.

## Le réseau
- Transport à la demande France, Europe et pays riverains de la Méditerranée

## Flotte
- Beechcraft 100 King Air immatriculés F-GECV[11],[12]
- Piper PA-31-350 Navajo Chieftain immatriculé F-GGBS[13],[14]